# Kolwezi
Kolwezi a Kongói Demokratikus Köztársaság déli részén fekvő Lualaba tartomány fővárosa. A város Likasitól nyugatra fekszik. A városban repülőtér található (Kolwezi Airport, IATA: KWC, ICAO: FZQM) és vasút köti össze az ország második legnagyobb városával, Lubumbashival. A városban beszélt nemzeti nelv a szuahéli.
Kolwezi fontos réz- és kobaltbányászati központ. A környező bányákban urán- és rádiumelőfordulások is vannak.

## Története
A várost 1937-ben alapították, mint a Felső-Katanga Bányászati Egyesülés (UMHK) székhelyét.
1978. május 13-án angolai támogatású lázadók elfoglalták a várost. Zaire kormánya az Amerikai Egyesült Államokhoz, Franciaországhoz, Marokkóhoz és Belgiumhoz fordult segítségért. A Francia Idegenlégió 2. ejtőernyősezredét (2 REP) küldték a városba a lázadók kiűzésére és a fogságba esett túszok kiszabadítására. A belga hadsereg is bevetett egy 750 ejtőernyősből álló erőt, és több mint 1800 európait menekítettek ki a környék más városaiba. 700 afrikai, köztük 250 lázadó, 170 európai túsz és 6 ejtőernyős vesztette életét.
Kolwezi közelében található az Inga-Shaba nagyfeszültségű egyenáramú (HVDC) távvezeték statikus inverter-állomása. A távvezeték, mely 1700 km-es hosszával a világ leghosszabb nagyfeszültségű egyenáramú távvezetéke, a Kongó folyón épített Inga-vízerőműveket köti össze Katanga-tartománnyal (korábbi nevén Shaba tartomány). Zaire egykori vezetője Mobutu Sese Seko ezzel a távvezetékkel akarta a szakadár Katanga tartomány energiaellátását ellenőrzése alá vonni.
Kolwezi a 2009. február 18-án életbe lépő új alkotmány értelmében Lualaba tartomány fővárosa lesz. Addig az időpontig Lualaba tartomány a Katanga tartomány egyik körzete.

## Közigazgatási beosztása
A várost két önkormányzat alkotja, nyugati felén Dilala, keleti felén Manika.